# إدي بوش
إدي بوش هو لاعب هوكي الجليد كندي، ولد في 11 يوليو 1918، وتوفي في 31 مايو 1984.

## وصلات خارجية
- إدي بوش على موقع دوري الهوكي الوطني (الإنجليزية)
- إدي بوش على موقع EliteProspects.com (الإنجليزية)
- إدي بوش على موقع Hockey-Reference.com (الإنجليزية)